# Чемпионат России по лёгкой атлетике 2023
Чемпионат России по лёгкой атлетике 2023 года прошёл 3—6 августа в Челябинске на стадионе легкоатлетического комплекса имени Елены Елесиной. Турнир состоялся в городе на Южном Урале во второй раз в истории (впервые — в 2020 году). В соревнованиях участвовали 744 спортсмена из 69 регионов страны. На протяжении четырёх дней были разыграны 44 комплекта медалей.
На протяжении 2023 года в различных городах были проведены чемпионаты России в отдельных дисциплинах лёгкой атлетики:
- 8 апреля — чемпионат России по горному бегу (вверх) (Железноводск)
- 22—23 апреля — чемпионат России по кроссу (весна) (Суздаль)
- 14 мая — чемпионат России по марафону (Пушкин)
- 20 мая — чемпионат России по горному бегу (вверх-вниз) (Куяр)
- 20—21 мая — чемпионат России по спортивной ходьбе (Саранск)
- 1 июля — чемпионат России по бегу на 15 км по шоссе (Вороновское)
- 5—8 сентября — чемпионат России по эстафетному бегу (Адлер)
- 10 сентября — чемпионат России по трейлу (Красная Поляна)
- 30 сентября — 1 октября — чемпионат России по бегу на 24 часа (Волгоград)
- 1 октября — чемпионат России по бегу на 100 км (Нижний Новгород)
- 1 октября — чемпионат России по полумарафону (Москва)
- 14—15 октября — чемпионат России по кроссу (осень) (Оренбург)
- 22 октября — чемпионат России по горному бегу (длинная дистанция) (Красная Поляна)

## Призёры

### Мужчины
| Дисциплина                          | Золото                                                                                      | Золото             | Серебро                                                                                  | Серебро            | Бронза                                                                               | Бронза            |
| ----------------------------------- | ------------------------------------------------------------------------------------------- | ------------------ | ---------------------------------------------------------------------------------------- | ------------------ | ------------------------------------------------------------------------------------ | ----------------- |
| 100 м (ветер: +0,6 м/с)             | Ярослав Ткалич Москва Смоленская область                                                    | 10,16              | Константин Крылов Красноярский край                                                      | 10,22              | Данила Тен Краснодарский край Амурская область                                       | 10,25             |
| 200 м (ветер: +2,5 м/с)             | Константин Крылов Красноярский край                                                         | 20,52              | Андрей Лукин Московская область Карелия                                                  | 20,59              | Данил Росляков Санкт-Петербург Вологодская область                                   | 20,66             |
| 400 м                               | Савелий Савлуков Краснодарский край Алтайский край                                          | 45,41              | Александр Масютенко Краснодарский край                                                   | 46,10              | Артём Арасланов Москва Кировская область                                             | 46,20             |
| 800 м                               | Константин Холмогоров Москва Пермский край                                                  | 1.46,27            | Сергей Дубровский Московская область Белгородская область                                | 1.46,44            | Семён Ионов Свердловская область                                                     | 1.47,49           |
| 1500 м                              | Сергей Дубровский Московская область Белгородская область                                   | 3.45,36            | Алексей Бутранов Московская область                                                      | 3.45,70            | Антон Кулятин Новосибирская область                                                  | 3.45,74           |
| 5000 м                              | Владимир Никитин Москва Пермский край                                                       | 13.19,58           | Анатолий Рыбаков Кемеровская область                                                     | 13.34,50           | Евгений Рыбаков Кемеровская область                                                  | 13.34,78          |
| 10 000 м                            | Владимир Никитин Москва Пермский край                                                       | 28.05,26           | Анатолий Рыбаков Кемеровская область                                                     | 28.41,34           | Евгений Рыбаков Кемеровская область                                                  | 28.41,54          |
| 3000 м с препятствиями              | Максим Якушев Свердловская область                                                          | 8.31,34            | Юрий Клопцов Москва                                                                      | 8.34,61            | Константин Плохотников Краснодарский край Хакасия                                    | 8.41,23           |
| 110 м с барьерами (ветер: +2,6 м/с) | Анатолий Киселёв Нижегородская область                                                      | 13,36              | Сергей Шубенков Московская область Алтайский край                                        | 13,48              | Константин Шабанов Москва Псковская область                                          | 13,62             |
| 400 м с барьерами                   | Фёдор Иванов Москва                                                                         | 49,06              | Владимир Лысенко Московская область Курская область                                      | 49,61              | Вадим Кукалев Тюменская область                                                      | 49,98             |
| Прыжок в высоту                     | Данил Лысенко Москва                                                                        | 2,33 м             | Илья Иванюк Брянская область Смоленская область                                          | 2,23 м             | Матвей Тычинкин Башкортостан                                                         | 2,23 м            |
| Прыжок с шестом                     | Тимур Моргунов Челябинская область Московская область                                       | 5,87 м             | Александр Соловьёв Москва                                                                | 5,82 м             | Михаил Шмыков Иркутская область                                                      | 5,77 м            |
| Прыжок в длину                      | Артём Примак Краснодарский край Хабаровский край                                            | 7,89 м (+1,7 м/с)  | Данил Чечела Московская область Красноярский край                                        | 7,88 м (+0,8 м/с)  | Юрий Ожгибесов Воронежская область                                                   | 7,85 м (+1,2 м/с) |
| Тройной прыжок                      | Дмитрий Чижиков Санкт-Петербург                                                             | 16,77 м (−0,4 м/с) | Виталий Павлов Москва                                                                    | 16,50 м (+1,3 м/с) | Кирилл Коваленко Краснодарский край                                                  | 16,50 м (0,0 м/с) |
| Толкание ядра                       | Максим Афонин Москва                                                                        | 20,06 м            | Александр Лесной Краснодарский край Пермский край                                        | 19,90 м            | Никита Жидков Москва                                                                 | 18,64 м           |
| Метание диска                       | Алексей Худяков Москва                                                                      | 64,51 м            | Александр Добренький Московская область Кабардино-Балкария                               | 60,96 м            | Александр Лесной Краснодарский край Пермский край                                    | 59,17 м           |
| Метание молота                      | Валерий Пронкин Москва Нижегородская область                                                | 77,59 м            | Денис Лукьянов Московская область                                                        | 74,66 м            | Андрей Романов Московская область                                                    | 73,53 м           |
| Метание копья                       | Борис Бездольный Краснодарский край                                                         | 84,06 м            | Николай Орлов Московская область Кабардино-Балкария                                      | 78,18 м            | Дмитрий Тарабин Краснодарский край Московская область                                | 75,87 м           |
| Десятиборье                         | Арсений Елфимов Московская область Ярославская область                                      | 7985 очков         | Евгений Саранцев Волгоградская область Санкт-Петербург                                   | 7841 очко          | Илья Шкуренёв Волгоградская область Московская область                               | 7801 очко         |
| Ходьба на 10 000 м                  | Василий Мизинов Челябинская область                                                         | 38.28,63           | Максим Пьянзин Мордовия                                                                  | 39.20,04           | Максим Денисов Мордовия                                                              | 39.24,03          |
| Эстафета 4×100 м                    | Санкт-Петербург · Андрей Шикарев · Кирилл Чернухин · Данил Росляков · Денис Занкин          | 40,05              | Краснодарский край · Дмитрий Хомутов · Егор Колотилов · Руслан Перестюк · Данила Тен     | 40,11              | Московская область · Андрей Сапожников · Алексей Лаптев · Андрей Лукин · Иван Афонин | 40,13             |
| Эстафета 4×400 м                    | Краснодарский край · Артём Распутин · Никита Рыбак · Савелий Савлуков · Александр Масютенко | 3.02,78            | Московская область · Леонид Карасёв · Владимир Лысенко · Дмитрий Разумов · Максим Федяев | 3.06,61            | Москва · Фёдор Иванов · Дмитрий Ефимов · Алексей Серов · Артём Арасланов             | 3.06,61           |

### Женщины
| Дисциплина                          | Золото                                                                                     | Золото             | Серебро                                                                                 | Серебро            | Бронза                                                                                             | Бронза             |
| ----------------------------------- | ------------------------------------------------------------------------------------------ | ------------------ | --------------------------------------------------------------------------------------- | ------------------ | -------------------------------------------------------------------------------------------------- | ------------------ |
| 100 м (ветер: +0,7 м/с)             | Кристина Макаренко Москва Красноярский край                                                | 11,11              | Ульяна Баженова Тамбовская область                                                      | 11,42              | Юлия Караваева Москва                                                                              | 11,46              |
| 200 м (ветер: +1,4 м/с)             | Вера Филатова Санкт-Петербург Брянская область                                             | 22,68              | Ульяна Баженова Тамбовская область                                                      | 22,78              | Анастасия Шакуло Санкт-Петербург                                                                   | 22,87              |
| 400 м                               | Полина Миллер Краснодарский край Алтайский край                                            | 50,99              | Анна Садовничева Белгородская область                                                   | 51,82              | Вероника Архипова Московская область                                                               | 51,88              |
| 800 м                               | Мария Прохорец Брянская область                                                            | 2.01,84            | Ольга Родиошкина Иркутская область                                                      | 2.03,13            | Анастасия Мадышева Орловская область                                                               | 2.03,50            |
| 1500 м                              | Светлана Аплачкина Воронежская область                                                     | 4.15,24            | Александра Гуляева Москва Ивановская область                                            | 4.15,52            | Любовь Дубровская Санкт-Петербург Тамбовская область                                               | 4.17,92            |
| 5000 м                              | Светлана Аплачкина Воронежская область                                                     | 15.31,80           | Любовь Дубровская Санкт-Петербург Тамбовская область                                    | 15.37,79           | Светлана Дорофеева Рязанская область                                                               | 15.39,06           |
| 10 000 м                            | Анна Викулова Новосибирская область                                                        | 32.37,39           | Валерия Жандарова Ставропольский край                                                   | 33.16,91           | Светлана Симакова Москва                                                                           | 33.45,19           |
| 3000 м с препятствиями              | Екатерина Ивонина Московская область Пермский край                                         | 9.17,74            | Ольга Вовк Ростовская область                                                           | 9.21,50            | Анна Тропина Свердловская область                                                                  | 9.35,33            |
| 100 м с барьерами (ветер: +1,0 м/с) | Виктория Погребняк Томская область Алтайский край                                          | 13,03              | Дарья Осипова Санкт-Петербург                                                           | 13,09              | Алина Бозюкова Воронежская область Санкт-Петербург                                                 | 13,11              |
| 400 м с барьерами                   | Эмилия Тангара Воронежская область                                                         | 56,31              | Кристина Вершинина Иркутская область                                                    | 56,94              | Дарья Тихонова Москва                                                                              | 57,47              |
| Прыжок в высоту                     | Кристина Королёва Липецкая область Кемеровская область                                     | 1,91 м             | Аделина Андреева Московская область Самарская область                                   | 1,91 м             | Наталья Спиридонова Москва Псковская область                                                       | 1,89 м             |
| Прыжок с шестом                     | Полина Кнороз Москва                                                                       | 4,62 м             | Аксана Гатауллина Москва                                                                | 4,55 м             | Татьяна Калинина Москва                                                                            | 4,55 м             |
| Прыжок в длину                      | Елена Соколова Москва Белгородская область                                                 | 6,53 м (+0,5 м/с)  | Екатерина Левицкая Краснодарский край                                                   | 6,45 м (0,0 м/с)   | Милана Садовская Свердловская область                                                              | 6,39 м (0,0 м/с)   |
| Тройной прыжок                      | Екатерина Конева Краснодарский край Хабаровский край                                       | 14,79 м (+1,1 м/с) | Дарья Нидбайкина Москва Брянская область                                                | 14,39 м (−1,0 м/с) | Валерия Воловликова Москва Ростовская область                                                      | 13,92 м (+2,6 м/с) |
| Толкание ядра                       | Снежана Трофимец Москва                                                                    | 17,53 м            | Алёна Гордеева Москва Тверская область                                                  | 17,17 м            | Дарья Шинкевич Хабаровский край                                                                    | 16,46 м            |
| Метание диска                       | Виолетта Игнатьева Краснодарский край                                                      | 59,14 м            | Анастасия Витюгова Санкт-Петербург                                                      | 58,13 м            | Мария Огрицко Москва                                                                               | 57,60 м            |
| Метание молота                      | Софья Палкина Московская область Самарская область                                         | 69,93 м            | Елизавета Царёва Московская область                                                     | 69,76 м            | Анастасия Бородулина Москва                                                                        | 63,71 м            |
| Метание копья                       | Элла Веденеева Санкт-Петербург                                                             | 59,20 м            | Майя Богатырёва Санкт-Петербург                                                         | 58,25 м            | Валерия Путилина Краснодарский край                                                                | 57,12 м            |
| Семиборье                           | Валерия Москвитина Краснодарский край                                                      | 6089 очков         | Софья Якушина Краснодарский край                                                        | 6020 очков         | Елизавета Слободянюк Краснодарский край                                                            | 5933 очка          |
| Ходьба на 10 000 м                  | Эльвира Чепарёва Мордовия                                                                  | 43.14,45           | Рейхан Каграманова Мордовия Кемеровская область                                         | 44.05,77           | Дарья Голубечкова Мордовия                                                                         | 44.46,60           |
| Эстафета 4×100 м                    | Санкт-Петербург · Анастасия Григорьева · Анастасия Шакуло · Алина Бозюкова · Вера Филатова | 43,76              | Москва · Юлия Караваева · Елизавета Краснова · Полина Граудынь · Кристина Макаренко     | 44,54              | Санкт-Петербург · Валерия Громова · Дарья Гавриляк · Ксения Сомова · Елена Черняева                | 45,11              |
| Эстафета 4×400 м                    | Москва · Мария Девяткина · Светлана Кузнецова · Дарья Тихонова · Екатерина Вахрушева       | 3.32,49            | Санкт-Петербург · Анна Рубцова · Нигина Тухтаева · Елизавета Головатая · Милена Анохина | 3.35,50            | Московская область · Мария Тарабанская · Екатерина Федяева · Ксения Коротченко · Вероника Архипова | 3.36,79            |

## Чемпионат России по горному бегу (вверх)
XXIII чемпионат России по горному бегу (вверх) состоялся 8 апреля 2023 года в Железноводске (Ставропольский край). Участники выявляли сильнейших на трассе, проложенной на склоне горы Бештау. На старт вышли 94 участника (55 мужчин и 39 женщин) из 30 регионов страны.

### Мужчины
| Дисциплина                           | Золото                             | Золото | Серебро                         | Серебро | Бронза                     | Бронза |
| ------------------------------------ | ---------------------------------- | ------ | ------------------------------- | ------- | -------------------------- | ------ |
| 7,35 км перепад высот: +888 м −103 м | Сергей Сергеев Ульяновская область | 42.31  | Михаил Максимов Санкт-Петербург | 43.05   | Андрей Петров Башкортостан | 43.31  |

### Женщины
| Дисциплина                           | Золото                              | Золото | Серебро                                | Серебро | Бронза                           | Бронза |
| ------------------------------------ | ----------------------------------- | ------ | -------------------------------------- | ------- | -------------------------------- | ------ |
| 7,35 км перепад высот: +888 м −103 м | Надежда Лещинская Самарская область | 50.11  | Любовь Добровольская Самарская область | 50.58   | Анастасия Рудная Санкт-Петербург | 51.17  |

## Чемпионат России по кроссу (весна)
Весенний чемпионат России по кроссу 2023 года состоялся 22—23 апреля в городе Суздаль (Владимирская область). В четырёх забегах приняли участие 48 бегунов (34 мужчины и 14 женщин) из 26 регионов России. Трасса длиной 1 км была проложена на территории гостиничного комплекса «Суздаль».

### Мужчины
| Дисциплина | Золото                           | Золото | Серебро                          | Серебро | Бронза                            | Бронза |
| ---------- | -------------------------------- | ------ | -------------------------------- | ------- | --------------------------------- | ------ |
| Кросс 3 км | Николай Горин Мордовия           | 8.15   | Сергей Попов Воронежская область | 8.16    | Алексей Попов Воронежская область | 8.18   |
| Кросс 8 км | Андрей Лейман Краснодарский край | 23.16  | Алексей Гущин Орловская область  | 23.41   | Григорий Корепин Санкт-Петербург  | 23.44  |

### Женщины
| Дисциплина | Золото                                           | Золото | Серебро                               | Серебро | Бронза                                           | Бронза |
| ---------- | ------------------------------------------------ | ------ | ------------------------------------- | ------- | ------------------------------------------------ | ------ |
| Кросс 3 км | Лилия Мендаева Москва Ханты-Мансийский АО — Югра | 9.30   | Наталья Аристархова Красноярский край | 9.34    | Дина Габдуллина Ямало-Ненецкий АО                | 9.36   |
| Кросс 5 км | Наталья Аристархова Красноярский край            | 16.14  | Наталья Колоскова Приморский край     | 16.26   | Анна Петрова Санкт-Петербург Вологодская область | 16.47  |

## Чемпионат России по марафону
Чемпионат России по марафону 2023 года состоялся 14 мая в Пушкине (Санкт-Петербург). На старт вышли 44 бегуна (25 мужчин и 19 женщин) из 23 регионов России. Соревнования прошли в рамках Царскосельского марафона. Круговая трасса длиной 10,55 км была проложена по территории музея-заповедника Царское Село.

### Мужчины
| Дисциплина | Золото              | Золото  | Серебро                             | Серебро | Бронза                             | Бронза  |
| ---------- | ------------------- | ------- | ----------------------------------- | ------- | ---------------------------------- | ------- |
| Марафон    | Илдар Миншин Москва | 2:17.46 | Владимир Чистяков Самарская область | 2:17.54 | Иван Кузнецов Свердловская область | 2:17.55 |

### Женщины
| Дисциплина | Золото                                                   | Золото  | Серебро                         | Серебро | Бронза              | Бронза  |
| ---------- | -------------------------------------------------------- | ------- | ------------------------------- | ------- | ------------------- | ------- |
| Марафон    | Алина Прокопьева Московская область Белгородская область | 2:30.57 | Луиза Дмитриева Санкт-Петербург | 2:35.06 | Ася Ванеева Чувашия | 2:36.35 |

## Чемпионат России по горному бегу (вверх-вниз)
XXV чемпионат России по горному бегу (вверх-вниз) состоялся 20 мая 2023 года в посёлке Куяр (Республика Марий Эл). На старт вышли 57 участников (41 мужчина и 16 женщин) из 21 региона России.

### Мужчины
| Дисциплина                         | Золото                            | Золото | Серебро                 | Серебро | Бронза                       | Бронза |
| ---------------------------------- | --------------------------------- | ------ | ----------------------- | ------- | ---------------------------- | ------ |
| 12 км перепад высот: +750 м −750 м | Пётр Швецов Новосибирская область | 49.11  | Михаил Киргизов Чувашия | 49.26   | Максим Тимофеев Башкортостан | 49.38  |

### Женщины
| Дисциплина                        | Золото                                 | Золото | Серебро                   | Серебро | Бронза                      | Бронза |
| --------------------------------- | -------------------------------------- | ------ | ------------------------- | ------- | --------------------------- | ------ |
| 8 км перепад высот: +500 м −500 м | Любовь Добровольская Самарская область | 38.34  | Елена Наговицына Удмуртия | 38.48   | Анна Ильина Санкт-Петербург | 38.56  |

## Чемпионат России по спортивной ходьбе
Чемпионат России по спортивной ходьбе 2023 года прошёл 20—21 мая в Саранске. На старт в четырёх дисциплинах вышли 32 легкоатлета (18 мужчин и 14 женщин) из 8 регионов страны.

### Мужчины
| Дисциплина      | Золото                              | Золото  | Серебро                           | Серебро | Бронза                           | Бронза  |
| --------------- | ----------------------------------- | ------- | --------------------------------- | ------- | -------------------------------- | ------- |
| Ходьба на 20 км | Василий Мизинов Челябинская область | 1:19.02 | Антон Курбатов Мордовия Удмуртия  | 1:19.53 | Данила Мартынов Мордовия         | 1:20.33 |
| Ходьба на 35 км | Сергей Кожевников Мордовия          | 2:27.52 | Александр Гарин Мордовия Удмуртия | 2:29.26 | Сергей Шарыпов Мордовия Удмуртия | 2:30.24 |

### Женщины
| Дисциплина      | Золото                      | Золото  | Серебро                                         | Серебро | Бронза                                   | Бронза  |
| --------------- | --------------------------- | ------- | ----------------------------------------------- | ------- | ---------------------------------------- | ------- |
| Ходьба на 20 км | Эльвира Чепарёва Мордовия   | 1:27.28 | Рейхан Каграманова Мордовия Кемеровская область | 1:29.00 | Анастасия Таушканова Челябинская область | 1:31.15 |
| Ходьба на 35 км | Клавдия Афанасьева Мордовия | 2:37.11 | Кристина Любушкина Челябинская область          | 2:51.41 | Дарья Голубечкова Мордовия               | 2:57.25 |

## Чемпионат России по бегу на 15 км по шоссе
Чемпионы России в беге на 15 км по шоссе определились 1 июля 2023 года в поселении Вороновское (Москва). На старт вышли 38 легкоатлетов из 18 регионов страны (27 мужчин и 11 женщин).

### Мужчины
| Дисциплина | Золото                 | Золото | Серебро                | Серебро | Бронза                | Бронза |
| ---------- | ---------------------- | ------ | ---------------------- | ------- | --------------------- | ------ |
| 15 км      | Дмитрий Неделин Москва | 44.08  | Денис Чертыков Хакасия | 45.36   | Николай Чавкин Москва | 45.59  |

### Женщины
| Дисциплина | Золото                            | Золото | Серебро                            | Серебро | Бронза                         | Бронза |
| ---------- | --------------------------------- | ------ | ---------------------------------- | ------- | ------------------------------ | ------ |
| 15 км      | Дина Александрова Курская область | 51.09  | Елена Седова Новосибирская область | 51.48   | Марина Ковалёва Омская область | 52.12  |

## Чемпионат России по эстафетному бегу
Чемпионат России в неолимпийских дисциплинах эстафетного бега прошёл 5—8 сентября 2023 года в Адлере на стадионе спортивного комплекса «Юность». В соревнованиях участвовали 232 легкоатлета из 20 регионов России.

### Мужчины
| Дисциплина                   | Золото                                                                                 | Золото   | Серебро                                                                                     | Серебро  | Бронза                                                                                       | Бронза   |
| ---------------------------- | -------------------------------------------------------------------------------------- | -------- | ------------------------------------------------------------------------------------------- | -------- | -------------------------------------------------------------------------------------------- | -------- |
| Эстафета 4×200 м             | Ульяновская область · Алексей Юфимов · Никита Егоров · Артём Федотов · Ильфат Садеев   | 1.25,17  | Санкт-Петербург · Андрей Кухаренко · Артём Рубцов · Максим Высоцкий · Максим Рафилович      | 1.25,24  | Краснодарский край · Даниил Кожухов · Евгений Рымарев · Артём Распутин · Илья Гончаренко     | 1.26,18  |
| Эстафета 100+200+400+800 м   | Свердловская область · Эдуард Сухов · Сергей Романчук · Рудольф Верховых · Семён Ионов | 3.09,00  | Иркутская область · Захар Иванов · Денис Серазтдинов · Дмитрий Пасечник · Евгений Трифонов  | 3.09,21  | Санкт-Петербург · Андрей Зиняков · Иван Кручинин · Максим Высоцкий · Фёдор Лучкин            | 3.09,89  |
| Эстафета 4×800 м             | Санкт-Петербург · Григорий Корепин · Михаил Бекяшев · Фёдор Лучкин · Никита Беликов    | 7.24,51  | Иркутская область · Алексей Яблоков · Евгений Трифонов · Дмитрий Пасечник · Иван Непокрытов | 7.25,10  | Санкт-Петербург · Алексей Саввин · Александр Куверин · Евгений Тетера · Алексей Астраханский | 7.31,84  |
| Эстафета 4×1500 м            | Санкт-Петербург · Евгений Тетера · Никита Беликов · Григорий Корепин · Егор Лимонов    | 15.31,04 | Воронежская область · Иван Семёнов · Ринат Шабаев · Алексей Анисимов · Алексей Попов        | 15.33,98 | Санкт-Петербург · Михаил Бекяшев · Никита Хоничев · Фёдор Лучкин · Александр Куверин         | 16.09,39 |
| Эстафета 4×110 м с барьерами | Санкт-Петербург · Даниил Робертов · Лев Бикбулатов · Олег Спиридонов · Степан Кекин    | 58,82    | Краснодарский край · Алексей Бакай · Марк Новиков · Игорь Микрюков · Даниил Субботин        | 59,02    | Московская область · Александр Рудченко · Антон Колмыков · Алексей Прохоров · Егор Комаров   | 59,45    |

### Женщины
| Дисциплина                   | Золото                                                                                           | Золото   | Серебро                                                                                    | Серебро  | Бронза                                                                                      | Бронза   |
| ---------------------------- | ------------------------------------------------------------------------------------------------ | -------- | ------------------------------------------------------------------------------------------ | -------- | ------------------------------------------------------------------------------------------- | -------- |
| Эстафета 4×200 м             | Курская область · Кристина Манцурова · Анастасия Проскурина · Елена Морозова · Екатерина Федяева | 1.35,67  | Воронежская область · Ирина Баулина · Екатерина Маслова · Алина Бозюкова · Ксения Сомова   | 1.36,25  | Санкт-Петербург · Дарья Сурова · Анастасия Шакуло · Юлия Кондратьева · Вера Филатова        | 1.36,60  |
| Эстафета 100+200+400+800 м   | Санкт-Петербург · Екатерина Сагитова · Вероника Ермолаева · Елена Зуйкевич · Нигина Тухтаева     | 3.35,35  | Санкт-Петербург · Ольга Викторова · Анастасия Шакуло · Вера Филатова · Мария Рухлядева     | 3.35,93  | Иркутская область · Юлия Казаринова · Анна Шуткина · Екатерина Иванова · Кристина Вершинина | 3.38,43  |
| Эстафета 4×800 м             | Санкт-Петербург · Екатерина Рудакова · Татьяна Балясникова · Мария Рухлядева · Нигина Тухтаева   | 8.35,12  | Санкт-Петербург · Дарья Большакова · Любовь Дубровская · Полина Горинцева · Елена Зуйкевич | 8.42,16  | Башкортостан · Анна Теплова · Анастасия Деева · Алёна Самиева · Светлана Андрющенко         | 8.52,83  |
| Эстафета 4×1500 м            | Санкт-Петербург · Любовь Дубровская · Екатерина Рудакова · Полина Горинцева · Анжелика Шевченко  | 18.10,82 | Башкортостан · Анна Теплова · Алёна Стрельникова · Алёна Самиева · Светлана Андрющенко     | 18.27,60 | Санкт-Петербург · София Шепелева · Екатерина Кечуткина · Елена Зонова · Дарья Большакова    | 19.14,96 |
| Эстафета 4×100 м с барьерами | Санкт-Петербург · Екатерина Блёскина · Александра Копанова · Екатерина Галицкая · Дарья Осипова  | 55,83    | Санкт-Петербург · Вера Солодова · Владислава Зайцева · Ксения Пантюхина · Валерия Громова  | 58,15    | Крым · Виктория Соболева · Виктория Евсеева · Анастасия Дорохова · Марина Пириева           | 59,30    |

### Смешанная эстафета
| Дисциплина       | Золото                                                                                  | Золото  | Серебро                                                                                           | Серебро | Бронза                                                                             | Бронза  |
| ---------------- | --------------------------------------------------------------------------------------- | ------- | ------------------------------------------------------------------------------------------------- | ------- | ---------------------------------------------------------------------------------- | ------- |
| Эстафета 4×400 м | Курская область · Владимир Лысенко · Екатерина Федяева · Максим Федяев · Елена Морозова | 3.18,74 | Иркутская область · Денис Серазтдинов · Екатерина Иванова · Дмитрий Пасечник · Кристина Вершинина | 3.20,31 | Санкт-Петербург · Артём Рубцов · Нигина Тухтаева · Максим Рафилович · Анна Рубцова | 3.21,50 |

## Чемпионат России по трейлу
Чемпионат России по трейлу 2023 года состоялся 9 сентября в Красной Поляне (Краснодарский край) в рамках забега «Rosa Wild Trail». Участники преодолевали трассу длиной 29,3 км с набором высоты 2600 м, проложенную на территории горнолыжного курорта «Роза Хутор». Для участия в чемпионате России заявились 19 бегунов (10 мужчин и 9 женщин) из 16 регионов страны. С учётом массового забега дистанцию 29,3 км преодолевали 211 человек.

### Мужчины
| Дисциплина    | Золото                              | Золото  | Серебро                       | Серебро | Бронза                           | Бронза  |
| ------------- | ----------------------------------- | ------- | ----------------------------- | ------- | -------------------------------- | ------- |
| Трейл 29,3 км | Дмитрий Брегеда Саратовская область | 3:19.38 | Дмитрий Попов Томская область | 3:26.52 | Андрей Жиндаев Иркутская область | 3:35.26 |

### Женщины
| Дисциплина    | Золото                              | Золото  | Серебро                            | Серебро | Бронза                              | Бронза  |
| ------------- | ----------------------------------- | ------- | ---------------------------------- | ------- | ----------------------------------- | ------- |
| Трейл 29,3 км | Виктория Калинина Кировская область | 3:47.19 | Анастасия Козина Самарская область | 3:57.40 | Юлия Рыжанкова Белгородская область | 4:10.12 |

## Чемпионат России по бегу на 24 часа
Чемпионат России по бегу на 24 часа прошёл 30 сентября — 1 октября 2023 года в Волгограде. На старт вышли 43 легкоатлета из 22 регионов России (29 мужчин и 14 женщин).

### Мужчины
| Дисциплина | Золото                | Золото    | Серебро                              | Серебро   | Бронза                      | Бронза    |
| ---------- | --------------------- | --------- | ------------------------------------ | --------- | --------------------------- | --------- |
| 24 часа    | Пётр Жариков Удмуртия | 263 799 м | Сергей Афанасьев Ярославская область | 261 955 м | Виталий Верендякин Мордовия | 261 537 м |

### Женщины
| Дисциплина | Золото                    | Золото    | Серебро                  | Серебро   | Бронза                             | Бронза    |
| ---------- | ------------------------- | --------- | ------------------------ | --------- | ---------------------------------- | --------- |
| 24 часа    | Анастасия Шарипова Москва | 237 915 м | Екатерина Аверина Москва | 230 404 м | Елена Гагарина Вологодская область | 217 702 м |

## Чемпионат России по бегу на 100 км
Чемпионат России по бегу на 100 километров 2023 года прошёл 1 октября в Нижнем Новгороде. Трасса была проложена на набережной гребного канала, длина одного круга составляла 1 км. На старт вышли 34 легкоатлета из 13 регионов страны (23 мужчины и 11 женщин).

### Мужчины
| Дисциплина | Золото                         | Золото  | Серебро                              | Серебро | Бронза                             | Бронза  |
| ---------- | ------------------------------ | ------- | ------------------------------------ | ------- | ---------------------------------- | ------- |
| 100 км     | Николай Волков Санкт-Петербург | 6:08.24 | Василий Корыткин Кемеровская область | 6:28.20 | Игорь Веретенников Санкт-Петербург | 6:30.25 |

### Женщины
| Дисциплина | Золото                  | Золото  | Серебро                            | Серебро | Бронза                        | Бронза  |
| ---------- | ----------------------- | ------- | ---------------------------------- | ------- | ----------------------------- | ------- |
| 100 км     | Надежда Бут Саха−Якутия | 7:17.09 | Полина Авдеева Ярославская область | 7:49.41 | Изабелла Борисова Саха−Якутия | 7:51.44 |

## Чемпионат России по полумарафону
Чемпионат России по полумарафону 2023 года состоялся 1 октября в Москве в рамках полумарафона «Моя столица». Трасса состояла из одного круга длиной 4,5 км и двух кругов по 8,3 км и была проложена по улице Косыгина. Старт и финиш забега находились на Университетской площади напротив главного здания МГУ. На старт вышли 66 легкоатлетов из 26 регионов страны (42 мужчины и 24 женщины).

### Мужчины
| Дисциплина  | Золото                 | Золото  | Серебро                      | Серебро | Бронза                          | Бронза  |
| ----------- | ---------------------- | ------- | ---------------------------- | ------- | ------------------------------- | ------- |
| Полумарафон | Денис Чертыков Хакасия | 1:05.41 | Артур Бурцев Санкт-Петербург | 1:05.58 | Вениамин Каныбеков Башкортостан | 1:06.07 |

### Женщины
| Дисциплина  | Золото                              | Золото  | Серебро                         | Серебро | Бронза                           | Бронза  |
| ----------- | ----------------------------------- | ------- | ------------------------------- | ------- | -------------------------------- | ------- |
| Полумарафон | Анна Викулова Новосибирская область | 1:12.14 | Луиза Дмитриева Санкт-Петербург | 1:14.11 | Елизавета Погудо Санкт-Петербург | 1:14.37 |

## Чемпионат России по кроссу
Осенний чемпионат России по кроссу прошёл в Оренбурге 14—15 октября 2023 года. В забегах приняли участие 25 спортсменов из 16 регионов России (15 мужчин и 10 женщин).

### Мужчины
| Дисциплина  | Золото                             | Золото | Серебро                      | Серебро | Бронза                            | Бронза |
| ----------- | ---------------------------------- | ------ | ---------------------------- | ------- | --------------------------------- | ------ |
| Кросс 10 км | Евгений Кунц Москва Алтайский край | 32.34  | Эдуард Батыршин Башкортостан | 32.38   | Пётр Швецов Новосибирская область | 32.45  |

### Женщины
| Дисциплина | Золото                            | Золото | Серебро                           | Серебро | Бронза                  | Бронза |
| ---------- | --------------------------------- | ------ | --------------------------------- | ------- | ----------------------- | ------ |
| Кросс 6 км | Анна Тропина Свердловская область | 20.56  | Наталья Колоскова Приморский край | 21.55   | Ольга Прядкина Марий Эл | 22.22  |

## Чемпионат России по горному бегу (длинная дистанция)
XVII чемпионат России по длинному горному бегу состоялся 22 октября 2023 года в Красной Поляне (Краснодарский край). На старт вышли 58 участников (37 мужчин и 21 женщина) из 23 регионов России. Трасса была проложена на территории горнолыжного курорта «Роза Хутор».

### Мужчины
| Дисциплина                             | Золото                                | Золото  | Серебро                      | Серебро | Бронза                           | Бронза  |
| -------------------------------------- | ------------------------------------- | ------- | ---------------------------- | ------- | -------------------------------- | ------- |
| 26,1 км перепад высот: +1474 м −1474 м | Алексей Науменко Белгородская область | 2:01.47 | Максим Тимофеев Башкортостан | 2:03.50 | Андрей Янович Мурманская область | 2:04.27 |

### Женщины
| Дисциплина                             | Золото                              | Золото  | Серебро                             | Серебро | Бронза                      | Бронза  |
| -------------------------------------- | ----------------------------------- | ------- | ----------------------------------- | ------- | --------------------------- | ------- |
| 26,1 км перепад высот: +1474 м −1474 м | Виктория Калинина Кировская область | 2:19.09 | Надежда Лещинская Самарская область | 2:20.51 | Анна Ильина Санкт-Петербург | 2:24.46 |